# Agostino Valier
Agostino Valier (Veneza, 7 de abril de 1531 - Roma, 23 de maio de 1606) foi um cardeal do século XVII

## Biografia
Nasceu em Veneza em 7 de abril de 1531. O mais velho dos quatro filhos de Alberto Valier e Lucia Navagero. Os outros irmãos eram Andrea, Laura e Giovanni Luigi. Sobrinho do cardeal Bernardo Navagero (1561), por parte de mãe. Tio do cardeal Pietro Valier (1621). Seu sobrenome também está listado como Valerio; como Valiero; como Valieri; como Valério; e como Velier.
Estudou grego, latim, humanidades e filosofia com Lazzaro Bonamico em Veneza. Mais tarde, estudou teologia, direito e hebraico na Academia do Vaticano fundada pelo cardeal Carlo Borromeo. Universidade de Pádua, Pádua (doutorado em direito e teologia, 1554)..
Professor público de filosofia moral em Veneza desde 1558. Clérigo de Veneza..
Eleito bispo de Verona, 15 de maio de 1565. Consagrado (sem informações encontradas). Aplicou em sua diocese os decretos do Concílio de Trento; e expandiu as reformas do conselho, como visitante apostólico, para as dioceses de Ístria, Dalmácia, Veneza e Pádua a partir de 1579..
Criado cardeal sacerdote no consistório de 12 de dezembro de 1583; recebeu o gorro vermelho e o título de S. Marco, em 14 de janeiro de 1585. Não participou do conclave de 1585, que elegeu o Papa Sisto V. Prefeito da SC do Índice de 8 de fevereiro de 1587 até 14 de março de 1597. Participou do Conclave de setembro de 1590, que elegeu o Papa Urbano VII. Participou do Conclave do outono de 1590, que elegeu o papa Gregório XIV. Participou do conclave de 1591, que elegeu o Papa Inocêncio IX. Participou do conclave de 1592, que elegeu o Papa Clemente VIII. Camerlengo do Sacro Colégio dos Cardeais, 8 de janeiro de 1596 a 1597. Participou do Conclave de março de 1605, que elegeu o Papa Leão XI. Participou do Conclave de maio de 1605, que elegeu o Papa Paulo V. Optou pela ordem dos cardeais bispos e pela sé suburbicária de Palestrina, em 1º de junho de 1605. Chamado a Roma, foi adstrito à Sagrada Congregação do Santo Ofício e do Index e nomeado examinador dos bispos; para ajudá-lo no governo da sé de Verona, seu sobrinho Alberto Valeri, bispo de Famagusta, foi nomeado seu coadjutor com direito de sucessão..
Morreu em Roma em 23 de maio de 1606. Enterrado temporariamente em seu antigo título, S. Marco; transferido para Verona e enterrado em sua catedral.